# Дихроидная призма

Система цветоделительных призм, применяющаяся в 3CCD и трёхтрубочных видеокамерах

Дихро́идная призма — устройство, разделяющее падающий на него световой поток на несколько с различными диапазонами длин волн (цветами). Используются в трёхматричных видеокамерах и фотокамерах, а также в проекторах для разделения изображения на составляющие R, G и B.
Строятся из одной или более стеклянных призм с дихроидными оптическими покрытиями, которые выборочно отражают или пропускают свет в зависимости от длины волны лучей света. Таким образом, определённые поверхности в пределах призмы действуют как дихроичные фильтры.
Дихроидные призмы находят широкое применение во многих областях оптических систем как приборостроение, инструментальном производстве, видео-фото аппаратуре, телескопах, радарах и т. д.
Способность дихроидных призм разделять или соединять компоненты луча света широко используется в видео—фотоаппаратуре. Например, в видеокамерах это даёт возможность применять 3 фотосенсора c изображением, разделённым на три монохромных изображения R, G, B на каждом фотосенсоре.
Принцип работы устройства показан на рисунке. Луч света входит в первую призму (A). Синяя компонента луча B отражается от покрытия фильтра низкой частоты (F1), но пропускает волны G и R с более длинными волнами (более низкие частоты электромагнитного излучения). Синий луч внутри призмы полностью подвержен внутреннему отражению от входной плоскости призмы A и выходит из неё через нижнюю грань. Оставшийся поток входит во вторую призму (B) и разделяется вторым покрытием фильтра (F2), который отражает красный свет, но пропускает более короткие длины волн. Красный луч также полностью внутренне отражается из-за маленького воздушного промежутка между призмами A и B. Оставшаяся зеленая компонента луча проходит через призму C. Используется в Жидкокристаллических проекторах.